# 下田市立稲生沢小学校
下田市立稲生沢小学校（しもだしりつ いのうざわしょうがっこう）は、静岡県下田市にある市立小学校。所在地は下田市立野6-1。

## 概要
下田市の市立小学校で2番目に児童数が多い小学校である。近年少子化により、1学年で1クラスしかない学級がほとんどになった。
内陸にある小学校のため、海まで2～3kmある。
冬は下田市の中心部と比べ朝方の冷え込みが厳しく、霜が降りることもある。
通級指導教室が設置されている。

## 学区
東本郷2丁目・西本郷1丁目の一部、西本郷2,3丁目・中の一部・西中・東中・本郷・大沢・蓮台寺・河内・立野・高馬